# Sara Soler Ester
Sara Soler Ester est une autrice de bande dessinée espagnole née le 28 août 1992 à Barbastro.

## Biographie
Après avoir étudié les beaux-arts à Barcelone, Sara Soler Ester travaille un temps dans le cinéma et l'animation. En 2018 paraît son premier album de bande dessinée : Red & Blue chez Panini Comics. Elle collabore également avec l'éditeur américain Dark Horse Comics pour plusieurs narrations et signe aussi le dessin de la mini-série Season of the Bruja (Oni Press). En parallèle, elle auto-publie des fanzines.  En 2023, Dark Horse Books publie la narration Us (adaptée sous le titre Girlfriend en français).

## Œuvres

### En français
- Plants vs Zombies - T14 : Un problème de taille, avec Ron Chan et Paul Tobin, Jungle, 2020  (ISBN 9782822231480)

### En espagnol
- Red & Blue, junto con Diana Franco, Panini Comics, 2018
- En la oscuridad, en collaboration avec Diana Franco et Antonio Pampliega, Planeta, 2019
- Us, Astiberri, 2021
- Temporada de brujas, Astiberri, 2022

### En anglais
- Dr. Horrible: Best friends forever, avec Joss Whedon et José María Beroy, Dark Horse Comics, 2018
- Plants vs. Zombies: A Little Problem, avec Paul Tobin, Dark Horse, 2019
- Season of the Bruja, Oni Press, 2022, 5 vols.
- Us, Dark Horse Books, 2023  (ISBN 9781506734194)